# 洛塞爾 (喬治亞州)
洛塞爾（英語：Lothair）是位於美國喬治亞州特魯特倫縣的一個非建制地區。該地的面積和人口皆未知。

## 地理
洛塞爾的座標為32°21′19″N 82°39′19″W / 32.35528°N 82.65528°W，而該地的平均海拔高度為66米（即217英尺）。